# Ambasciatore del Regno Unito in Russia
L'ambasciatore del Regno Unito in Russia (in russo: Британский Посол в России) è il più importante ufficiale rappresentante del Regno Unito nella Federazione Russa, ed è a capo della missione diplomatica britannica in Russia. Il titolo ufficiale in inglese è Her Britannic Majesty's Ambassador to the Russian Federation.

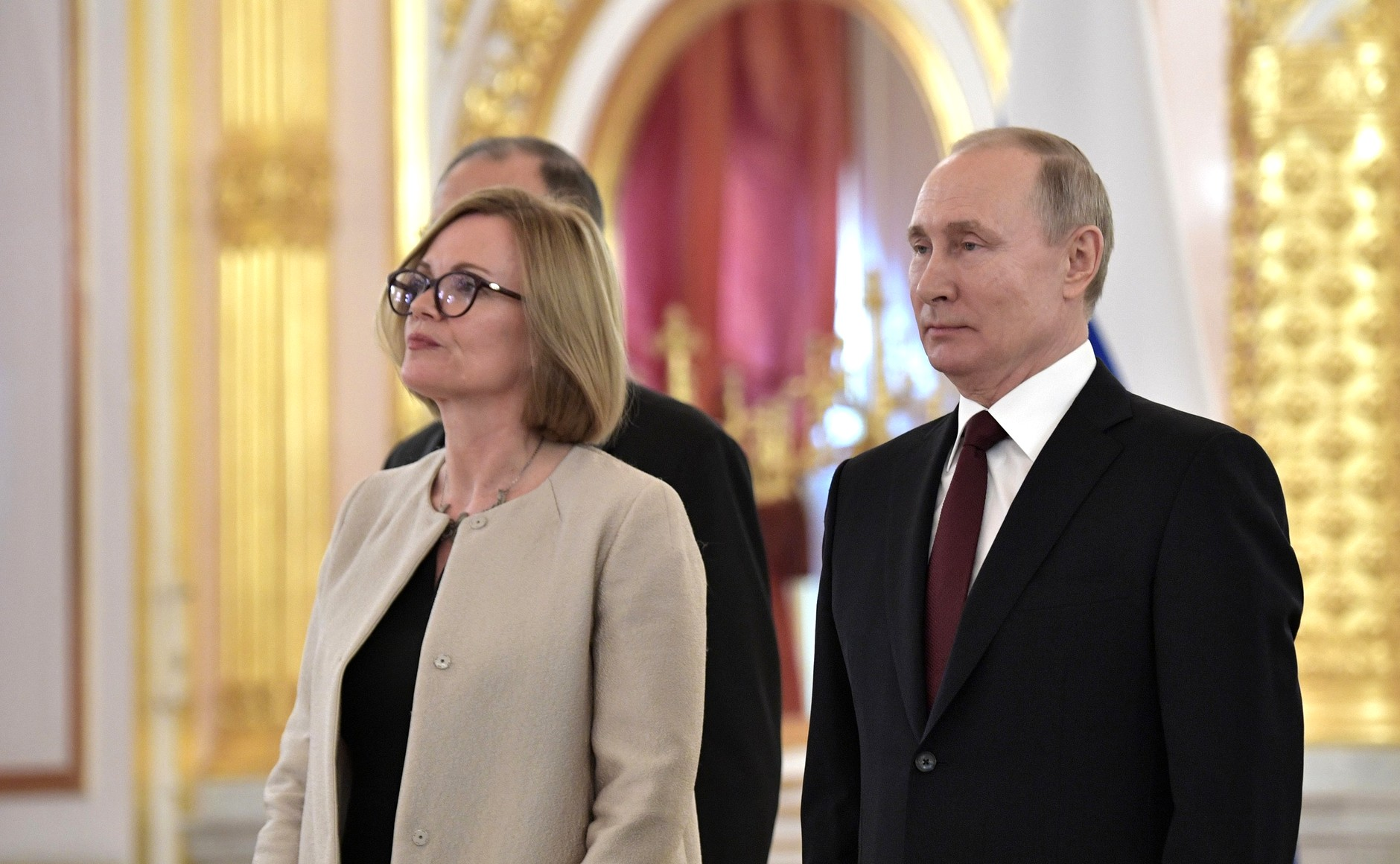
L'ambasciatrice per il Regno Unito Deborah Bronnert assieme al Presidente della Federazione russa Vladimir Putin

Tra il 1844 ed il 1860 lo status del capo della missione a San Pietroburgo venne declassato da ambasciatore a inviato straordinario e plenipotenziario. La capitale della Russia, e poi dell'Unione Sovietica (dal 1922 al 1991), venne spostata a Mosca nel 1918.
L'attuale ambasciatore del Regno Unito in Russia è Nigel Casey.

## Elenco dei capi della missione
Per gli inviati in Russia per la Corte di San Giacomo prima della creazione del Regno Unito di Gran Bretagna e Irlanda nel 1801, vedere la lista di ambasciatori del Regno d'Inghilterra e Irlanda in Russia (per il periodo sino al 1707) e ambasciatore del Regno di Gran Bretagna in Russia (dal 1707 al 1800).

### Ambasciatore straordinario e plenipotenziario
1800-1801: Le relazioni diplomatiche vennero sospese durante la Lega dei neutri.
- 1801–1802: Lord Alleyne FitzHerbert, primo barone di St. Helens;[1]
- 1802–1804: Sir John Borlase Warren, primo baronetto;[1]
- 1804–1806: Lord Granville Leveson-Gower;[1]
- 1805–1806: William Schaw Cathcart, decimo lord Cathcart;[1]
- 1807: Alexander Hamilton, marchese di Douglas e Clydesdale: missione speciale;[2]
- 1807: Lord Granville Leveson-Gower: secondo mandato;[1]

1807–1812: Le relazioni diplomatiche vennero sospese a seguito della Pace di Tilsit
- 1812: Edward Thornton, ministro plenipotenziario per negoziare a Stoccolma;[1]
- 1812–1820: William Schaw Cathcart, primo visconte Cathcart: creato conte Cathcart durante il suo mandato nel 1814;[1]
- 1820–1825: Sir Charles Bagot;[1]
  - 1820–1824: Frederick Cathcart, ministro plenipotenziario ad interim[3]
  - 1824–1825: Edward Michael Ward, ministro plenipotenziario ad interim[3]
- 1825–1826: Percy Clinton Sydney Smythe, VI visconte Strangford[1]
  - 1825–1828: Edward Cromwell Disbrowe, ministro plenipotenziario ad interim[2]
- 1828–1832: Sir William à Court, II baronetto[1]
  - 1828–1832: Hon. William Temple Ministro Plenipotenziario ad interim[3]
- 1832–1833: Sir Stratford Canning (nominalmente ambasciatore ma non prese mai l'incarico)[1]
  - 1832–1835: Hon. John Duncan Bligh, ministro plenipotenziario ad interim[1]
- 1835–1837: John Lambton, I conte di Durham[1]
- 1837–1838: John Ralph Milbanke, ministro plenipotenziario ad interim[1]
- 1838–1841: Ulick de Burgh, I marchese di Clanricarde[1]
- 1841–1844: Charles Stuart, I barone Stuart de Rothesay[1]

### Inviati straordinari e ministri plenipotenziari
- 1844-1851: John Arthur Douglas Bloomfield (barone Bloomfield dal 1846)[1]
- 1851-1854: Sir George Hamilton Seymour[1]
- 1854–1856: Nessun rappresentante durante la Guerra di Crimea
- 1856-1858: John Wodehouse, I barone Wodehouse
- 1858-1860: John Fiennes Twisleton Crampton

### Ambasciatori
| Nome                                                               | Inizio incarico | Fine incarico | Monarca britannico                  | Sovrano/leader russo                                                         |
| ------------------------------------------------------------------ | --------------- | ------------- | ----------------------------------- | ---------------------------------------------------------------------------- |
| Sir John Fiennes Twisleton Crampton, primo baronetto               | 1860            | 1861          | Regina Vittoria                     | Zar Alessandro II                                                            |
| Francis Napier, X Lord Napier                                      | 1861            | 1864          | Regina Vittoria                     | Zar Alessandro II                                                            |
| Sir Andrew Buchanan, primo baronetto                               | 1864            | 1867          | Regina Vittoria                     | Zar Alessandro II                                                            |
| George Vane-Tempest, V marchese di Londonderry                     | 1867            | 1871          | Regina Vittoria                     | Zar Alessandro II                                                            |
| Lord Augustus Loftus                                               | 1871            | 1879          | Regina Vittoria                     | Zar Alessandro II                                                            |
| Frederick Hamilton-Temple-Blackwood, V barone Dufferin e Claneboye | 1879            | 1881          | Regina Vittoria                     | Zar Alessandro II                                                            |
| Sir Edward Thornton                                                | 1881            | 1884          | Regina Vittoria                     | Zar Alessandro III                                                           |
| Sir Robert Burnett David Morier                                    | 1884            | 1893          | Regina Vittoria                     | Zar Alessandro III                                                           |
| Sir Frank Lascelles                                                | 1894            | 1895          | Regina Vittoria                     | Zar Nicola II→ Zar Michele II                                                |
| Sir Nicholas Roderick O'Conor                                      | 1895            | 1898          | Regina Vittoria                     | Zar Nicola II→ Zar Michele II                                                |
| Sir Charles Stewart Scott                                          | 1898            | 1904          | Regina Vittoria                     | Zar Nicola II→ Zar Michele II                                                |
| The Rt Hon. Baron Hardinge di Penshurst                            | 1904            | 1906          | Edoardo VII                         | Zar Nicola II→ Zar Michele II                                                |
| The Rt Hon. Barone Carnock                                         | 1906            | 1910          | Edoardo VII                         | Zar Nicola II→ Zar Michele II                                                |
| Sir George Buchanan                                                | 1910            | 1917          | Giorgio V→ Edoardo VIII→ Giorgio VI | Zar Nicola II→ Zar Michele II                                                |
| Nessuna rappresentanza a seguito della Rivoluzione di febbraio     | 1917            | 1924          | Giorgio V→ Edoardo VIII→ Giorgio VI | Vladimir Lenin                                                               |
| Sir Robert MacLeod Hodgson                                         | 1924            | 1927          | Giorgio V→ Edoardo VIII→ Giorgio VI | Iosif Stalin                                                                 |
| Nessuna rappresentanza a seguito della crisi del 1927              | 1927            | 1929          | Giorgio V→ Edoardo VIII→ Giorgio VI | Iosif Stalin                                                                 |
| Sir Esmond Ovey                                                    | 1929            | 1933          | Giorgio V→ Edoardo VIII→ Giorgio VI | Iosif Stalin                                                                 |
| The Rt Hon. Visconte Chilston                                      | 1933            | 1939          | Giorgio V→ Edoardo VIII→ Giorgio VI | Iosif Stalin                                                                 |
| Sir William Seeds                                                  | 1939            | 1940          | Giorgio VI                          | Iosif Stalin                                                                 |
| Sir Stafford Cripps                                                | 1940            | 1942          | Giorgio VI                          | Iosif Stalin                                                                 |
| The Rt Hon. Barone Inverchapel                                     | 1942            | 1946          | Giorgio VI                          | Iosif Stalin                                                                 |
| Sir Maurice Peterson                                               | 1946            | 1949          | Giorgio VI                          | Iosif Stalin                                                                 |
| Sir David Victor Kelly                                             | 1949            | 1951          | Giorgio VI                          | Iosif Stalin                                                                 |
| Sir Alvary Gascoigne                                               | 1951            | 1953          | Giorgio VI                          | Iosif Stalin                                                                 |
| Sir William Goodenough Hayter                                      | 1953            | 1957          | Elisabetta II                       | Georgij Malenkov→ Nikita Chruščёv                                            |
| Sir Patrick Reilly                                                 | 1957            | 1960          | Elisabetta II                       | Nikita Chruščёv                                                              |
| Sir Frank Roberts                                                  | 1960            | 1962          | Elisabetta II                       | Nikita Chruščёv                                                              |
| The Rt Hon. Barone Trevelyan                                       | 1962            | 1965          | Elisabetta II                       | Nikita Chruščёv                                                              |
| Sir Geoffrey Harrison                                              | 1965            | 1968          | Elisabetta II                       | Leonid Il'ič Brežnev                                                         |
| Sir Duncan Wilson                                                  | 1968            | 1971          | Elisabetta II                       | Leonid Il'ič Brežnev                                                         |
| Sir John Killick                                                   | 1971            | 1973          | Elisabetta II                       | Leonid Il'ič Brežnev                                                         |
| Sir Terence Garvey                                                 | 1973            | 1976          | Elisabetta II                       | Leonid Il'ič Brežnev                                                         |
| Sir Sir Howard Smith                                               | 1976            | 1978          | Elisabetta II                       | Leonid Il'ič Brežnev                                                         |
| Sir Curtis Keeble                                                  | 1978            | 1982          | Elisabetta II                       | Leonid Il'ič Brežnev                                                         |
| Sir Iain Sutherland                                                | 1982            | 1985          | Elisabetta II                       | Jurij Vladimirovič Andropov→ Konstantin Ustinovič Černenko→ Michail Gorbačëv |
| Sir Bryan Cartledge                                                | 1985            | 1988          | Elisabetta II                       | Michail Gorbačëv                                                             |
| Sir Rodric Braithwaite                                             | 1988            | 1992          | Elisabetta II                       | Michail Gorbačëv                                                             |
| Brian Fall                                                         | 1992            | 1995          | Elisabetta II                       | Boris El'cin                                                                 |
| Sir Andrew Marley Wood                                             | 1995            | 2000          | Elisabetta II                       | Boris El'cin                                                                 |
| Sir Roderic Lyne                                                   | 2000            | 2004          | Elisabetta II                       | Vladimir Putin                                                               |
| Sir Anthony Brenton                                                | 2004            | 2008          | Elisabetta II                       | Vladimir Putin                                                               |
| Dame Anne Pringle                                                  | 2008            | 2011          | Elisabetta II                       | Dmitrij Medvedev                                                             |
| Sir Tim Barrow                                                     | 2011            | 2015          |                                     | Dmitrij Medvedev → Vladimir Putin                                            |
| Sir Laurie Bristow                                                 | gennaio 2016    | gennaio 2020  |                                     | Vladimir Putin                                                               |
| Dame Deborah Bronnert                                              | gennaio 2020    | Attuale       |                                     | Vladimir Putin                                                               |